# 黄漢樑
黄 漢樑（こう かんりょう）は中華民国の政治家。「黄漢梁」と表記される場合もある。

## 事績
公立北京清華学校を卒業し、アメリカへ留学する。ミシガン大学とプリンストン大学を経てコロンビア大学に入学し、哲学博士号を取得した。1918年（民国7年）に帰国し、銀行界で就職する。上海やマニラで勤務した後、1923年（民国12年）、匯豊銀行香港分行行長となる。
1930年（民国19年）、国民政府鉄道部において顧問となる。同年9月、整理招商局委員会委員となり、翌月には鉄道部次長兼英国庚子賠償委員会委員となった。1931年（民国20年）12月から翌年1月まで、短期間ながら財政部長署理となっている。鉄道部常務次長も同時に退任した。
これ以後の黄漢樑の活動・行方については不明である。

## 注
1. ↑  中華民国財政部ホームページ「財政部財政史料陳列室」は1893年（光緒19年）とする。一方、Who's Who in China 4th ed.は1899年生まれとしているが、これは経歴的に誤りと思われる。
2. ↑  劉寿林ほか編『民国職官年表』527頁。